# Chelsea Football Club 1964-1965
Questa voce raccoglie le informazioni riguardanti il Chelsea Football Club nelle competizioni ufficiali della stagione 1964-1965.

## Stagione
Il campionato inglese inizia il 22 agosto 1965 e il Chelsea comincia con una vittoria per 3-2 contro il Wolverhampton Wanderers, una per 2-1 contro l'Aston Villa, una per 3-1 contro il Sunderland AFC, un 2-2 contro l'Aston Villa, un 1-1 contro Leicester City e Sheffield Wednesday, un 1-0 contro il Fulham FC. Dopo un 3-2 contro lo Sheffield Wednesday, i Blues battono 2-0 il Leeds United, 3-1 l'Arsenal, vengono sconfitti per 0-2 dal Manchester United, battono il Blackburn 5-1, pareggiano 2-2 contro il Nottingham Forest, vincono 4-0 contro lo Stoke City. Il club londinese pareggia 1-1 contro il Tottenham Hotspur, viene battuto 0-1 dal Burnley, vince 2-0 contro lo Sheffield United, 5-1 contro l'Everton, 6-1 contro il Birmingham City, viene battuto 0-3 dal West Ham United, vince 2-0 contro il West Bromwich Albion, 2-1 contro il Walverhampton. Segue uno 0-3 contro il Sunderland, un 2-0 contro il Blackpool FC, un 4-1 contro il Leicester, un 2-1 contro il Fulham, un pareggio per 2-2 contro il Leeds, una vittoria per 2-1 contro l'Arsenal, una per 3-0 contro il Blackburn, una sconfitta per 0-1 contro il Nottingham, un 2-0 contro lo Stoke, un 3-1 contro il Tottemnham, un 0-4 contro il Manchester United. Dopo un 3-0 contro lo Sheffield United, si hanno un 1-1 contro l'Everton, un 3-1 contro il Birmingham, un 2-3 contro il West Ham, un 4-0 contro il Liverpool, un 2-2 contro il West Bromwich, uno 0-2 contro il Liverpool, un 2-6 contro il Burnley e un 2-3 contro il Blackpool. Il campionato termina con il raggiungimento della terza posizione in classifica.
Il Chelsea inizia l'FA Cup dal terzo turno, dove batte il Northampton 4-1; nel quarto turno i Blues vincono 1-0 contro il West Ham e nel quinto 1-0 il Tottenham. Nel sesto turno vi è una vittoria per 5-1 contro il Peterborough, mentre in semifinale il club londinese viene eliminato dalla competizione per via di una sconfitta per 0-2 contro il Liverpool.
Il club londinese inizia la Football League Cup dal secondo turno, dove batte 3-0 il Birmingham, segue un 4-0 contro il Notts County e un 3-2 contro lo Swansea. Nei quarti la squadra pareggia inizialmente 2-2 contro Workington, mentre nel replay i Blues lo battono 2-0; in semifinale il Chelsea rifila un 3-2 all'andata e un 2-2 al ritorno all'Aston Villa, mentre in finale batte 3-2 all'andata e pareggia 0-0 al ritorno contro il Leicester, aggiudicandosi la sua prima Football League Cup.

## Maglie e sponsor
Nella stagione 1964-1965 del Chelsea non sono presenti né sponsor tecnici né main sponsor. La divisa primaria è costituita dalla maglia blu con colletto a girocollo con strisce decorative bianche e estremità delle maniche con le medesime decorazioni, calzoncini blu e calzettoni bianchi. La divisa da trasferta è costituita da maglia bianca con colletto a girocollo con strisce blu decorative, estremità delle maniche con le medesime decorazioni, pantaloncini e calzettoni sono bianchi. Inoltre contro l'Aston Villa il Chelsea indossa una divisa formata da maglia bianca, pantaloncini blu e calzettoni bianchi.
| Casa | Trasferta | Contro Aston Villa |

## Rosa
Rosa e numerazione sono aggiornati al 31 maggio 1965.
| N. |                        | Ruolo | Calciatore      |
| -- | ---------------------- | ----- | --------------- |
|    | Inghilterra (bandiera) | P     | Peter Bonetti   |
|    | Inghilterra (bandiera) | D     | Ron Harris      |
|    | Inghilterra (bandiera) | D     | Marvin Hinton   |
|    | Scozia (bandiera)      | D     | Eddie McCreadie |
|    | Inghilterra (bandiera) | D     | Ken Shellito    |
|    | Scozia (bandiera)      | C     | John Boyle      |
|    | Scozia (bandiera)      | C     | George Graham   |
|    | Inghilterra (bandiera) | C     | John Hollins    |

| N. |                        | Ruolo | Calciatore     |
| -- | ---------------------- | ----- | -------------- |
|    | Scozia (bandiera)      | C     | Jim McCalliog  |
|    | Inghilterra (bandiera) | C     | John Mortimore |
|    | Scozia (bandiera)      | C     | Billy Sinclair |
|    | Inghilterra (bandiera) | C     | Terry Venables |
|    | Inghilterra (bandiera) | A     | Barry Bridges  |
|    | Inghilterra (bandiera) | A     | Peter Houseman |
|    | Inghilterra (bandiera) | A     | Peter Osgood   |
|    | Inghilterra (bandiera) | A     | Bobby Tambling |

## Calciomercato
| Arrivi | Arrivi         | Arrivi      | Arrivi   |
| R.     | Nome           | da          | Modalità |
| ------ | -------------- | ----------- | -------- |
| C      | George Graham  | Aston Villa | ?        |
| C      | Billy Sinclair | Morton      | ?        |

| Partenze | Partenze     | Partenze      | Partenze |
| R.       | Nome         | a             | Modalità |
| -------- | ------------ | ------------- | -------- |
| D        | Allan Harris | Coventry City | ?        |

## Statistiche

### Statistiche di squadra
| Competizione        | Punti | Totale | Totale | Totale | Totale | Totale | Totale |
| Competizione        | Punti | G      | V      | N      | P      | Gf     | Gs     |
| ------------------- | ----- | ------ | ------ | ------ | ------ | ------ | ------ |
| Campionato          | 56    | 42     | 24     | 8      | 10     | 89     | 54     |
| FA Cup              | -     | 5      | 4      | 0      | 1      | 11     | 4      |
| Football League Cup | -     | 9      | 6      | 3      | 0      | 22     | 10     |
| Totale              | -     | 56     | 34     | 11     | 11     | 122    | 68     |